# نفوذی تحت تعقیب
نفوذی تحت تعقیب (به انگلیسی: Inside Man: Most Wanted) یک فیلم سینمایی آمریکایی در ژانر داستان جنایی محصول سال ۲۰۱۹ به کارگردانی ام. جی. باست و با بازی ریا سیهورن ، امل امین ، ریا سیهورن و رکسان مک‌کی است. که دنباله‌ای از فیلم نفوذی (فیلم ۲۰۰۶) محسوب می‌شود. این فیلم در ۲۴ سپتامبر ۲۰۱۹ به صورت فیلم ویدئویی در ایالات متحده منتشر شد.  این فیلم همچنین در نتفلیکس نیز منتشر شد. 

## داستان
یک مذاکره کننده از اداره پلیس شهر نیویورک با یک نماینده فدرال تمام تلاش خود را می‌کنند تا ده‌ها توریست که در بانک مرکزی به مدت ده ساعت گرفتار گروگانگیر ها شده‌اند را نجات دهند...

## بازیگران اصلی
- امل امین در نقش مذاکره کننده گروگان NYPD رمی داربون
- ریا سیهورن به عنوان نماینده FBI ، دکتر برین استوارت
- رکسان مک‌کی در نقش آریلا باراش
- اورس تکن در نقش سارق بانک ، مینار اشمیت[۴] [۵]